# John Percy Bayly
John Percy Bayly, dit Jack Bayly, né à Levuka en janvier 1882 et mort le 12 janvier 1963,, est un homme d'affaires, homme politique et philanthrope fidjien.

## Biographie
Fils d'un cordonnier venu d'Angleterre, il naît aux Fidji, colonie de l'Empire britannique, et est éduqué à Suva et à Auckland,. Il travaille comme clerc pour des marchands aux Fidji puis emprunte de l'argent à son père pour acheter un terrain près de Nadi, où il cultive la canne à sucre. Il acquiert progressivement d'autres terres, diversifie sa production (caoutchouc, bois, élevage...), loue des terres à des fermiers, et devient particulièrement riche.
Il est membre élu du Conseil législatif des Fidji de 1929 à 1937, et fonde en 1954 l'organisation caritative J P Bayly Trust, dotée d'un fonds pour les organismes caritatifs, sociaux, culturels et sportifs aux Fidji. Il exige que les fonds versés par son organisation soient utilisés à des activités n'opérant aucune distinction ethnique ou religieuse quant à leurs bénéficiaires, et s'assure notamment que bon nombre d'Indo-Fidjiens et d'autochtones pauvres reçoivent des soins médicaux, de la nourriture et un abri. En 1956, il demande publiquement mais sans succès que les Fidjiens autochtones obtiennent le droit de vote, au lieu d'être représentés uniquement par leurs chefs coutumiers dans les instances du gouvernement. En 1959 et 1960, il soutient les fermiers sucriers indo-fidjiens qui mènent campagne pour être mieux rémunérés par la puissante Colonial Sugar Refining Company, et devient président du Kisan Sangh (en), l'organisation représentative de ces fermiers.
Il meurt en 1963 à l'âge de 81 ans et laisse la majeure partie de sa fortune à des associations caritatives fidjiennes.